# اورهو ترس
اورهو ترس (فنلاندی: Urho Teräs; ۷ ژوئیهٔ ۱۹۱۵ – ۸ اوت ۱۹۹۰) بازیکن فوتبال اهل فنلاند بود.
از باشگاه‌هایی که در آن بازی کرده‌است می‌توان به باشگاه فوتبال تورون پالوسئورا اشاره کرد.